# Яльчики
Я́льчики (рос. Яльчики, чув. Елчĕк) — село, центр Яльчицького району Чувашії, Росія. Адміністративний центр Яльчицького сільського поселення.
Населення — 2544 особи (2010; 2732 у 2002).
Національний склад:
- чуваші — 97 %